# Leptopelis brevirostris
Leptopelis brevirostris es una especie de anfibios de la familia Arthroleptidae.
Habita en Camerún, Guinea Ecuatorial, Gabón, Nigeria y, posiblemente, República Centroafricana y República del Congo.
Su hábitat natural son los bosques tropicales o subtropicales húmedos a baja altitud.
Está amenazada de extinción por la pérdida de su hábitat natural.